# ذخیره انرژی شبکه

شبکه برق ساده شده همراه با ذخیره انرژی

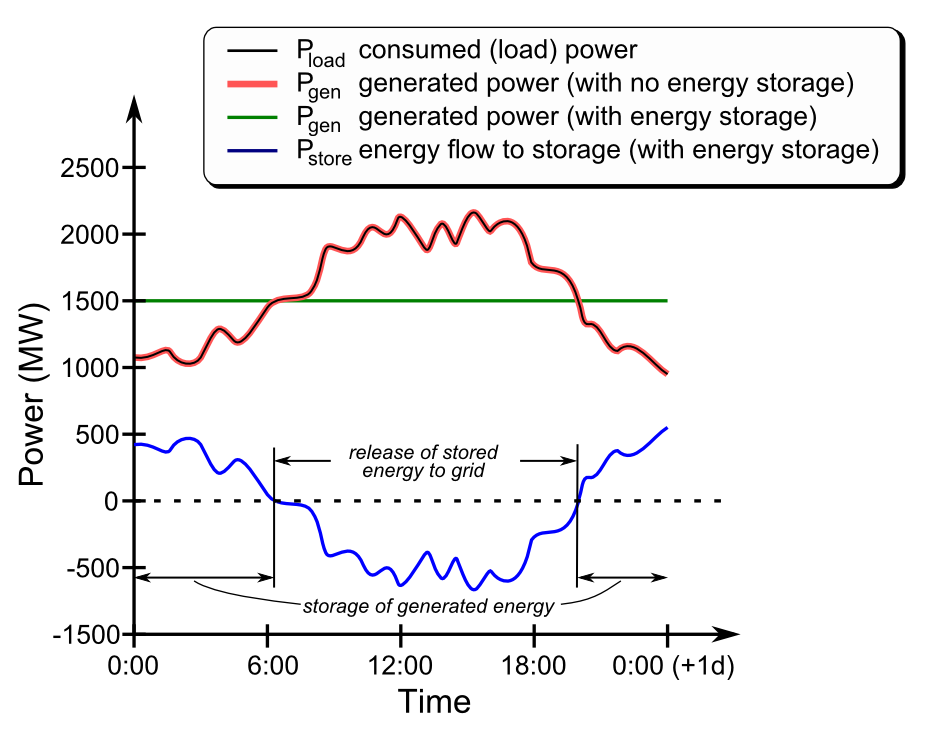
جریان انرژی شبکه ساده شده با و بدون ذخیره‌سازی ایده‌آل انرژی برای مدت یک شبانه روز

ذخیره‌سازی انرژی شبکه (که به آن ذخیره انرژی در مقیاس بزرگ نیز گفته می‌شود)، مجموعه ای از روش‌هایی است که برای ذخیره انرژی در مقیاس بزرگ در یک شبکه برق الکتریکی، استفاده می‌شود. انرژی الکتریکی در مواقعی که تولید برق فراوان و ارزان است (به ویژه از منابع انرژی متناوب مانند برق تجدیدپذیر از نیروی باد، نیروی جزر و مد و انرژی خورشیدی)، یا زمانی که تقاضای مصرف برق کم است، ذخیره می‌شود و بعداً زمانی که تقاضا افزایش یابد، به شبکه برق بازگردانده می‌شود.
از سال ۲۰۲۰، بزرگ‌ترین شکل ذخیره‌سازی انرژی شبکه، شامل احداث سد و نیروگاه‌های برق آبی و همین‌طور نیروگاه‌های برق آبی با ذخیره پمپ بوده است.
پیشرفت‌ها در ذخیره‌سازی انرژی با باتری، پروژه‌های تجاری را قادر می‌سازد تا انرژی را در زمان اوج تولید، ذخیره کرده و در زمان اوج تقاضا یا زمانی که تولید به‌طور غیرمنتظره کاهش می‌یابد، آزاد کنند تا به این ترتیب زمان لازم را برای پاسخ منابع انرژی کندتر فراهم کند.
هیدروژن سبز، که از الکترولیز آب با کمک الکتریسیته حاصل از منابع تجدیدپذیر یا منابع انرژی منتشر کننده کم کربن، تولید می‌شود، از دید هزینه‌های سرمایه‌گذاری، ابزاری مقرون‌به‌صرفه‌تر برای ذخیره‌سازی انرژی تجدیدپذیر به صورت طولانی مدت تر نسبت به منابع برق آبی یا باتری یا تلمبه ذخیره ای است.
دو جایگزین برای ذخیره‌سازی شبکه، استفاده از نیروگاه‌های اوج مصرف (نیروگاه قله ای)، برای پر کردن شکاف‌های عرضه و تقاضا و انتقال بار مصرفی به زمان‌های دیگر شبانه روز است.

## مزایا
بایستی هر شبکه برق میزان تولید برق را با مصرف آن مطابقت دهد که هر دو آن‌ها در طول زمان به شدت با یکدیگر متفاوت هستند.
هر ترکیبی از ذخیره انرژی و پاسخ به تقاضای مصرف، دارای مزایای زیر است:
- نیروگاه‌های مبتنی بر سوخت (مثل زغال‌سنگ، نفت، گاز، هسته ای) می‌توانند کارآمدتر و آسان‌تر در سطوح تولید ثابت برق کار کنند.
- الکتریسیته تولید شده توسط منابع انرژی مقطعی (مثل خورشیدی و بادی) را می‌توان ذخیره و سپس در مواقع افزایش تقاضا استفاده کرد، در غیر این صورت باید انرژی تولیدی را برای فروش به جای دیگری منتقل یا آن منبع را خاموش کرد.
- اوج تولید یا ظرفیت انتقال برق را می‌توان با پتانسیل کل ذخیره‌سازی به اضافه بارهای مصرفی قابل تعویق، کاهش داد تا تقاضا مدیریت شده و در هزینه‌ها صرفه جویی می‌شود.
- قیمت گذاری با ثبات تر شده و هزینه ذخیره‌سازی یا مدیریت تقاضا در قیمت گذاری گنجانده می‌شود؛ بنابراین تغییرات کمتری در نرخ برق مصرفی از مشتریان دریافت می‌شود. هم چنین اگر نرخ‌ها طبق قانون ثابت نگه داشته می‌شوند، در این صورت ضرر کمتری هم برای شرکت‌های تولید برق، ناشی از عمده فروشی گران در اوقات اوج مصرف وجود خواهد داشت.
- آمادگی اضطراری شبکه بیشتر خواهد شد و نیازهای ضروری را می‌توان به‌طور قابل اعتماد، حتی بدون انتقال یا تولید، در حالی که نیازهای غیر ضروری به تعویق افتاده است، برآورده کرد.

انرژی حاصل از منابع خورشیدی، جزر و مدی و باد، به‌طور ذاتی در مقیاس‌های زمانی دقیقه تا چند هفته متغیر است. مقدار برق تولیدی با توجه به زمان روز، دوره ماه، فصل و عوامل تصادفی مانند آب و هوا، متفاوت است؛ بنابراین، انرژی‌های تجدیدپذیر در غیاب ذخیره‌سازی، چالش‌های ویژه‌ای را برای شرکت‌های برق ایجاد می‌کنند. با وجود این که اتصال بسیاری منابع انرژی بادی مجزا به یکدیگر می‌تواند تغییرات کلی انرژی تولیدی را کاهش دهد، اما در مورد خورشیدی چنین نیست و به‌طور قطعی در اوقات شب در دسترس نیست. هم چنین نیروی جزر و مدی با موقعیت ماه جابجا می‌شود و بنابراین جزر و مد، چهار بار در شبانه روز رخ می‌دهد.
میزان تأثیر این امر برای هر یک از تأسیسات تولید برق به‌طور قابل توجهی متفاوت است. در تأسیسات اوج مصرف تابستانی، انرژی خورشیدی بیشتری جذب شده که با تقاضا مطابقت دارد. در تأسیسات اوج مصرف زمستانی (البته به میزان کمتری)، انرژی تولیدی از باد با تقاضای مصرفی گرمایش مرتبط است و می‌توان از آن برای تأمین این تقاضا استفاده کرد. بسته به این عوامل، فراتر از حدود ۲۰ تا ۴۰ درصد از کل تولید، منابع انرژی تجدید پذیر متصل به شبکه مانند انرژی خورشیدی و نیروی باد، به سرمایه‌گذاری در ارتباطات با شبکه، ذخیره انرژی شبکه یا مدیریت تقاضا نیاز دارند.
در یک شبکه برق فاقد ذخیره‌سازی انرژی، تولیدی که به انرژی سوخت (زغال‌سنگ، زیست توده، گاز طبیعی، هسته‌ای) متکی است، باید برای تطابق با افزایش و کاهش تولید برق از منابع انرژی متغیر، افزایش یا کاهش یابد. در حالی که نیروگاه‌های برق آبی و گاز طبیعی را می‌توان به سرعت برای پیروی از بار مصرفی افزایش و کاهش داد اما در نیروگاه‌های زغال‌سنگ و هسته ای، زمان قابل توجهی برای پاسخ به بار نیاز دارند؛ بنابراین در شبکه ای که تأسیسات تولید برق با گاز طبیعی یا نیروگاه برق آبی کمتری دارند، بیشتر به مدیریت تقاضا، ارتباطات با شبکه یا تلمبه ذخیره ای وابسته هستند.
شرکت مشاوره فرانسوی توسعه یول (Yole Développement) تخمین زده بود که بازار «ذخیره‌سازی ثابت» تا سال ۲۰۲۳، به یک فرصت ۱۳٫۵ میلیارد دلاری تبدیل شود، در حالی که در سال ۲۰۱۵ کمتر از یک میلیارد دلار بود.

### مدیریت تقاضای مصرف و ذخیره‌سازی شبکه

درکی از واحدهای تولیدی برق و مقیاس اثرگذاری در تولید و مصرف انرژی الکتریکی

در سمت تقاضا (مصرف‌کننده) نیز می‌توان برق را از شبکه ذخیره کرد. به عنوان مثال باتری وسیله نقلیه برقی در زمان شارژ، انرژی را برای آن وسیله نقلیه ذخیره می‌کند یا انرژی در ذخیره‌سازهای حرارتی برای گرمایش و سرمایش ساختمان‌ها ذخیره می‌شود. در حال حاضر این ذخیره‌سازی فقط برای انتقال مصرف به زمان کم پیک روز کار می‌کند و در عمل هیچ انرژی الکتریکی به شبکه برق بازگردانده نمی‌شود.
نیاز به ذخیره‌سازی شبکه به منظور تأمین توان در اوقات اوج مصرف با قیمت گذاری پویا در سمت تقاضا، کاهش می‌یابد که یکی از مزایای کنتورهای هوشمند است. در سطح خانگی، مصرف‌کنندگان ممکن است زمان‌های کم‌هزینه‌تری را برای شستن و خشک کردن لباس‌ها، استفاده از ماشین ظرفشویی، دوش گرفتن و آشپزی انتخاب کنند. همچنین، کاربران تجاری و صنعتی، با به تعویق انداختن برخی فرایندها به زمان‌های غیر اوج مصرف، از صرفه‌جویی در هزینه‌ها استفاده خواهند کرد.
اثرات منطقه‌ای ناشی از عملکرد غیرقابل پیش‌بینی نیروی بادی، نیاز جدیدی را برای پاسخگویی تعاملی بار ایجاد کرده است که در آن تولیدکننده با مصرف‌کننده ارتباط برقرار می‌کند. از نظر تاریخی این موضوع تنها با همکاری مصرف‌کنندگان صنعتی بزرگ انجام می‌شد، اما اکنون می‌تواند به کل شبکه‌ها گسترش یابد. به عنوان مثال، چند پروژه در اروپا در مقیاس بزرگ، تغییرات در نیروی باد را به تغییر بار فریزرهای صنعتی مواد غذایی مرتبط می‌کند که تأثیر جزئی در تغییرات دمای آن‌ها دارد. اگر شبکه ارتباطی در مقیاس گسترده برقرار شود، تغییرات جزئی در دمای سیستم‌های گرمایش/سرمایش، به شکل فوری مصرف را در سراسر شبکه تغییر می‌دهد.
گزارشی که در دسامبر ۲۰۱۳ توسط وزارت انرژی ایالات متحده منتشر شد، مزایای بالقوه ذخیره‌سازی انرژی و فن‌آوری‌های جانبی تقاضا در شبکه برق را بیشتر توضیح می‌دهد: «مدرن سازی سیستم الکتریکی به کشور کمک می‌کند تا با چالش‌های برآوردن نیازهای انرژی پیش‌بینی‌شده، از جمله با کاهش تغییرات آب و هوایی و با ادغام بیشتر انرژی از منابع تجدیدپذیر و افزایش کارایی از فرآیندهای انرژی تجدید ناپذیر، مقابله کند. پیشرفت در شبکه برق باید از یک سیستم کارآمد و انعطاف‌پذیر در تحویل برق حمایت کند و ذخیره انرژی می‌تواند با بهبود عملکرد آن، نقش مهمی در رفع این چالش‌ها با افزایش قابلیت‌های شبکه، کاهش هزینه و بالا بردن قابلیت اطمینان و همچنین به تعویق انداختن و کاهش سرمایه‌گذاری‌های زیرساختی، ایفا کند. در نهایت، ذخیره‌سازی انرژی به دلیل توانایی آن در ارائه توان پشتیبان و همچنین خدمات تثبیت کننده شبکه، می‌تواند برای آمادگی اضطراری مفید باشد. این گزارش توسط یک گروه اصلی از توسعه دهندگان به نمایندگی از دفتر تحویل برق و قابلیت اطمینان انرژی، ARPA-E، دفتر بهره‌وری انرژی و انرژی‌های تجدیدپذیر، آزمایشگاه‌های ملی ساندیا و آزمایشگاه ملی شمال غرب اقیانوس آرام نوشته شده است که همگی درگیر توسعه ذخیره انرژی شبکه هستند.

### ذخیره انرژی برای کاربردهای شبکه
دارایی‌های مرتبط با ذخیره انرژی یک دارایی با ارزش برای شبکه برق است. آن‌ها می‌توانند مزایا و خدماتی مانند مدیریت بار، کیفیت برق و تغذیه بدون وقفه را برای افزایش کارایی و امنیت در عرضه برق، ارائه دهند. این امر با توجه به گذار انرژی و نیاز به یک سیستم انرژی کارآمدتر و پایدار بیشتر اهمیت می‌یابد.
فن‌آوری‌های ذخیره‌سازی انرژی متعددی (نیروگاه تلمبه ذخیره ای، باتری الکتریکی، باتری جریان، ذخیره‌سازی انرژی چرخ طیار، ابرخازن و غیره) برای کاربردهای مقیاس شبکه مناسب هستند، با این حال ویژگی‌های آن‌ها متفاوت است. به عنوان مثال، یک نیروگاه تلمبه ذخیره ای به دلیل ظرفیت و توان زیاد، برای کاربردهای مدیریت بار مصرفی عمده مناسب است. با این حال، مکان مناسب برای احداث آن‌ها محدود است و در حفظ کیفیت توان تولیدی ضعیف هستند. از سوی دیگر، چرخ‌های طیار (فلایویل‌ها) و خازن‌ها در حفظ کیفیت توان بسیار مؤثر هستند اما فاقد ظرفیت ذخیره‌سازی برای استفاده در کاربردهای بزرگتر هستند. این محدودیت‌ها یک محدودیت طبیعی برای کاربردهای ذخیره‌سازی هستند.
مطالعات متعددی مورد توجه قرار گرفته‌اند و مناسب بودن یا انتخاب بهینه‌ترین سیستم ذخیره انرژی برای کاربردهای خاص را بررسی کرده‌اند. تحقیقات منتشر شده شامل اطلاعات زیادی از آخرین پیشرفت‌ها و کاربردهای ذخیره‌سازی بر اساس پروژه‌های موجود و مقایسه آن‌ها است. مطالعات دیگری در ارزیابی ذخیره انرژی قدمی فراتر برداشته و آنها را بر اساس تحلیل تصمیم‌گیری چند معیاره نسبت به هم رتبه‌بندی می‌کنند. مقاله دیگری یک طرح ارزیابی را از طریق بررسی و مدل‌سازی ذخیره‌سازی به عنوان مدارهای معادل پیشنهاد کرد. یک رویکرد شاخص نیز در چند مطالعه پیشنهاد شده که هنوز در مراحل اولیه است. به منظور افزایش پتانسیل اقتصادی سیستم‌های ذخیره‌سازی انرژی متصل به شبکه، بایستی سبدی با چندین سرویس مختلف برای یک یا چند کاربرد سیستم ذخیره‌سازی انرژی مورد توجه باشد. با انجام این کار، می‌توان چندین جریان درآمدی را با یک سیستم ذخیره‌سازی واحد به دست آورد و در نتیجه میزان به‌کارگیری را نیز افزایش داد. دو مثال در این خصوص، ترکیبی از پاسخ فرکانسی و خدمات ذخیره‌سازی مورد بررسی قرار گرفته است، در حالی که هموار سازی توان با پیک بار مصرفی همزمان در نظر گرفته شده است.

## روش‌ها

### هوا

#### هوای فشرده
یکی از روش‌های ذخیره‌سازی انرژی شبکه، استفاده از برق در شرایط غیر پیک یا از منابع تجدیدپذیر برای فشرده‌سازی هوا است که معمولاً در یک معدن قدیمی یا برخی عوارض زمین‌شناسی دیگر ذخیره می‌شود. هنگامی که تقاضای برق زیاد است، هوای فشرده با استفاده از مقدار کمی سوخت گاز طبیعی گرم شده و سپس از طریق توربو اکسپندرها برای تولید برق به کار گرفته می‌شود.
بازدهی سیستم ذخیره‌سازی هوای فشرده، معمولاً حدود ۶۰ تا ۹۰ درصد است.

#### هوای مایع
یکی دیگر از روش‌های ذخیره‌سازی برق، فشرده کردن و خنک کردن هوا برای تبدیل آن به هوای مایع است، که می‌توان آن را ذخیره کرد و در صورت نیاز برای چرخاندن توربین، تولید برق، با راندمان ذخیره‌سازی تا ۷۰٪ استفاده کرد.
در شمال انگلستان یک نیروگاه تجاری با ذخیره‌سازی انرژی هوای مایع در حال ساخت است، که بهره‌برداری از آن در سال ۲۰۲۲ برنامه‌ریزی شده بود. ظرفیت ذخیره انرژی ۲۵۰ مگاوات ساعتی این نیروگاه تقریباً دو برابر ظرفیت بزرگ‌ترین باتری لیتیوم یونی موجود در جهان به نام هورنزدیل (Hornsdale Power Reserve) در استرالیای جنوبی خواهد بود.

#### دی‌اکسید کربن فشرده
دی‌اکسید کربن را می‌توان برای ذخیره انرژی در مقیاس شبکه، فشرده کرد. این گاز به خوبی برای این نقش مناسب است، زیرا برخلاف هوا، در دمای محیط تبدیل به مایع می‌شود. دی اکسیر کربن مایع را می‌توان به‌طور نامحدود در سیلندرهای فشار بالا، ذخیره کرد تا در مواقع نیاز استفاده شود.
حامی اصلی این فناوری، شرکت نوپای گنبد انرژی (Energy Dome) است که در سال ۲۰۲۲ یک نیروگاه آزمایشی ۲٫۵ مگاوات/۴ مگاوات-ساعتی در ساردینیا ساخت. این شرکت ادعا می‌کند که راندمان رفت و برگشت، ۷۵ درصد و هزینه پیش‌بینی شده ۲۲۰ یورو در هر کیلووات-ساعت ظرفیت ذخیره‌سازی است که نصف باتری‌های لیتیوم یونی است.

### باتری‌ها

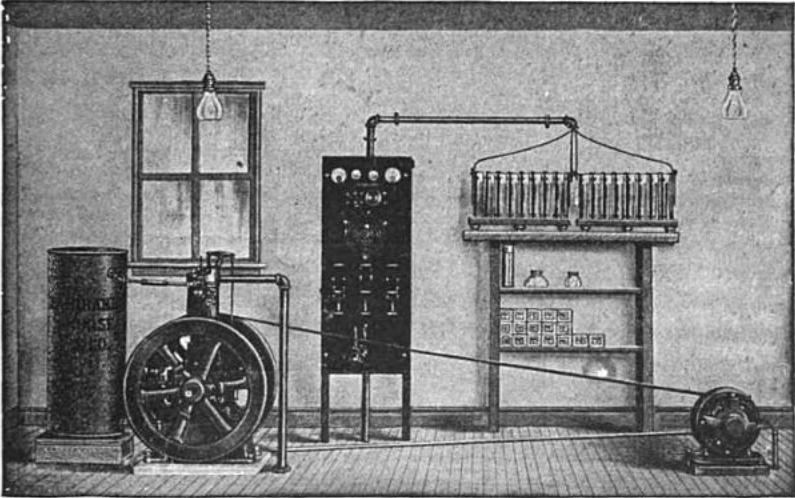
یک نیروگاه ۹۰۰ واتی برای روشنایی با جریان مستقیم و با استفاده از ۱۶ سلول باتری سربی ۳۲ ولت در سال ۱۹۱۷.

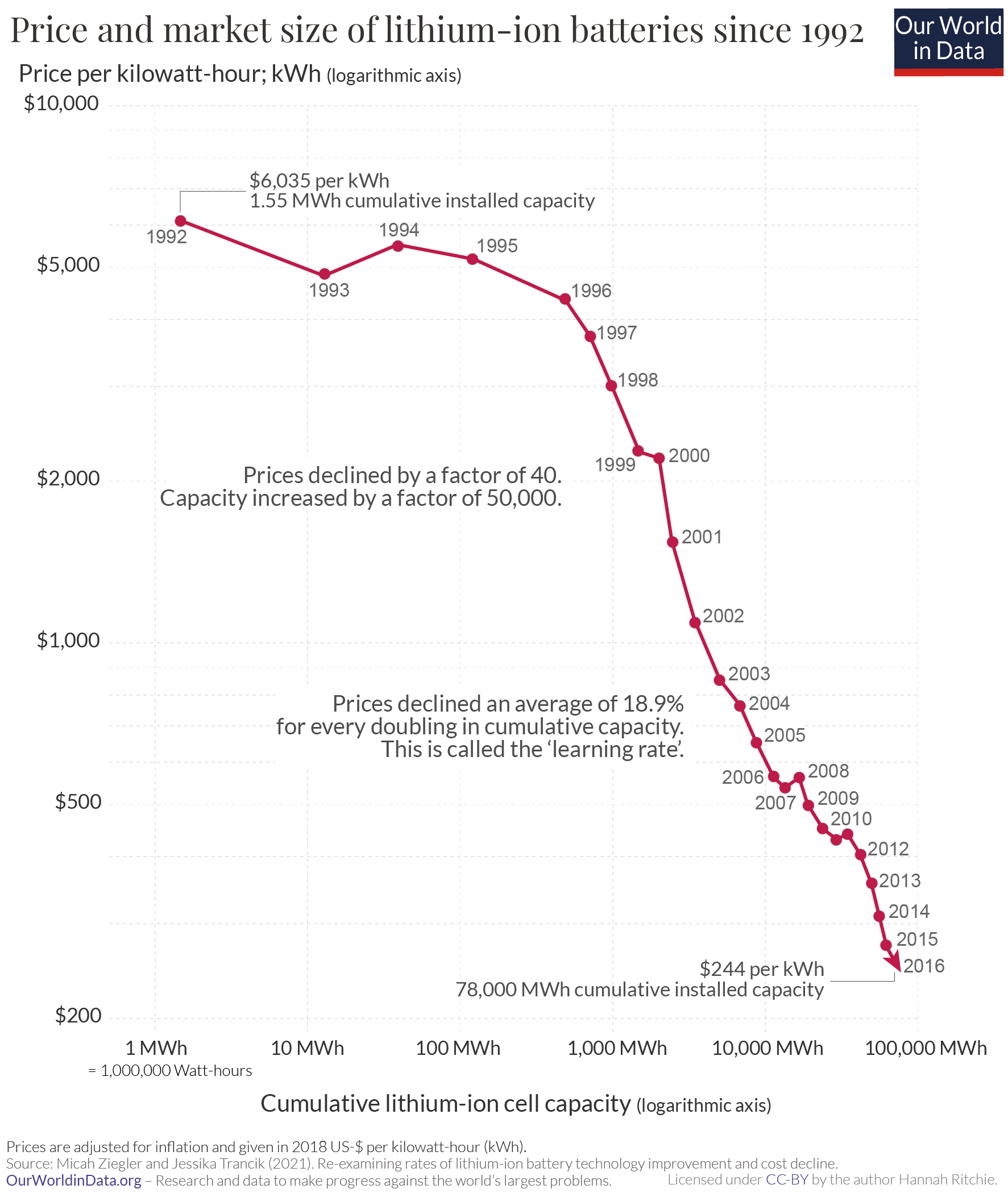
قیمت باتری‌های لیتیوم در سه دهه ۹۷ درصد کاهش یافت.

از همان روزهای اول استفاده از برق جریان مستقیم، ذخیره‌سازی با باتری استفاده می‌شد. در جاهایی که برق شبکه جریان متناوب (AC) به راحتی در دسترس نبود، نیروگاه‌های منفرد به منظور روشنایی که توسط توربین‌های بادی یا موتورهای احتراق داخلی کار می‌کردند، مصارف روشنایی و انرژی لازم را برای موتورهای کوچک فراهم می‌کردند. از سیستم باتری می‌شد برای باردهی، بدون روشن کردن موتور یا در زمان سکون هوا استفاده کرد. مجموعه ای از باتری‌های سرب اسیدی، در ظروف شیشه ای برای ذخیره انرژِی استفاده می‌شد. بازدهی فناوری ذخیره‌سازی باتری معمولاً بین ۸۰ تا بیش از ۹۰ درصد برای دستگاه‌های لیتیوم یونی جدید است.
سیستم‌های باتری متصل به مبدل‌های بزرگ حالت جامد، برای تثبیت شبکه‌های توزیع برق استفاده شده است. برخی از باتری‌های شبکه برای هموارسازی برق تامین‌شده در خروجی منابع بادی یا خورشیدی یا برای جابجایی زمان تولید به ساعات دیگری از روز که نیروگاه تجدیدپذیر نمی‌تواند برق تولید کند، در نیروگاه‌های انرژی تجدیدپذیر قرار می‌گیرند. این سیستم‌های هیبریدی (تولید و ذخیره‌سازی) می‌توانند فشار وارد بر شبکه را هنگام اتصال منابع تجدیدپذیر کاهش دهند یا برای رسیدن به خودکفایی و کار به صورت «خارج از شبکه» استفاده شوند.
برخلاف کاربری خودروهای الکتریکی، باتری‌های ذخیره‌سازی ثابت از دید وزن و فضا محدودیت ندارند. با این حال، با توجه به مقادیر زیاد انرژی و توان، هزینه ذخیره‌سازی به ازای واحد توان یا انرژی اهمیت پیدا می‌کند. معیارهای مربوط برای ارزیابی به یک فناوری برای ذخیره‌سازی در مقیاس شبکه، به جای وات-ساعت بر کیلوگرم (Wh/kg) (یا وات بر کیلوگرم W/kg) بر حسب هزینه و به صورت وات-ساعت بر دلار (یا وات بر دلار $/W) مورد توجه قرار می‌گیرد. ذخیره‌سازی الکتروشیمیایی در قالب شبکه، به لطف توسعه وسایل نقلیه الکتریکی امکان‌پذیر شده است که باعث کاهش سریع هزینه‌های تولید باتری‌های زیر ۳۰۰ دلار در کیلووات-ساعت شد.
صنایع بزرگ قصد داشتند تا پایان سال ۲۰۲۰، با بهینه‌سازی زنجیره تولید به ۱۵۰ دلار در هر کیلووات ساعت برسند، اما در عمل به ۱۴۰ دلار در هر کیلووات ساعت رسیدند. نرخ کاهش قیمت باتری به‌طور مداوم از بیشتر از اکثر تخمین‌ها بوده است و در سال ۲۰۲۱ به ۱۳۲ دلار در هر کیلووات ساعت رسید. این باتری‌ها متکی به فناوری لیتیوم یون هستند که هزینه و چگالی انرژی بالایی داشته و برای کاربری‌های نیازمند قابلیت جابجایی مناسب است. فن‌آوری‌های بهینه‌سازی شده برای شبکه باید بر هزینه کم در هر کیلووات ساعت تمرکز کنند. باتری‌های لیتیوم فسفات آهن، به دلیل هزینه کم، مقیاس و چگالی انرژی قابل قبول برای بسیاری از کاربردها، به‌طور فزاینده ای در وسایل نقلیه و ذخیره‌سازی شبکه استفاده می‌شوند.

#### فن آوری‌های باتری مبتنی بر شبکه
باتری‌های سدیم جایگزین ارزان و پایداری برای لیتیوم هستند، زیرا سدیم بسیار فراوان‌تر و ارزان‌تر از لیتیوم است، اما در عین حال چگالی توان کمتری دارد. با این حال، آن‌ها هنوز در مراحل اولیه توسعه خود هستند.
فن‌آوری‌های خودرو محور بر الکترودهای جامد تکیه دارند که دارای چگالی انرژی بالایی هستند اما نیاز به فرایند تولید گران‌قیمت تری دارند. الکترودهای مایع جایگزین ارزان‌تر ولی کم‌تراکم‌تر هستند زیرا نیازی به پردازش ندارند.

##### باتری‌های نمک مذاب/فلز مایع
این باتری‌ها از دو آلیاژ فلز مذاب تشکیل شده‌اند که توسط یک الکترولیت از هم جدا شده‌اند. ساخت آنها ساده است اما برای نگهداری آلیاژها در حالت مایع به دمای چند صد درجه سانتیگراد نیاز دارند. این فناوری شامل باتری نمک مذاب (ZEBRA)، باتری‌های سدیم گوگرد و فلز مایع است. باتری‌های سدیم گوگرد برای ذخیره‌سازی شبکه ای در ژاپن و ایالات متحده استفاده می‌شود. الکترولیت از آلومینا بتا جامد تشکیل شده است. باتری فلزی مایع که توسط گروه پروفسور دونالد سادووی توسعه داده شد، از آلیاژهای مذاب منیزیم و آنتیموان در آن استفاده می‌شود که توسط یک نمک مذاب عایق الکتریکی جدا شده‌اند. این فن آوری توسط شرکت امبری (MIT Ambri) به بازار آورده شده است، که در حال حاضر قرارداد نصب اولین سیستم ۲۵۰ مگاوات ساعتی برای شرکت مرکز داده ترا اسکیل (TerraScale) در نزدیکی رنو، نوادا بسته شده است.

##### باتری‌های جریانی
در باتری‌های جریان قابل شارژ، محلولی از یون‌های فلزات واسط در آب در دمای اتاق وجود دارد که انرژی را در آن ذخیره می‌کنند. باتری‌های جریان دارای مزایای هزینه سرمایه‌گذاری پایین برای زمان شارژ-دشارژ بیش از ۲–۴ ساعته و دوام چندین ساله هستند. باتری‌های جریانی از نظر بازده تبدیل انرژی نسبت به باتری‌های لیتیوم یونی پایین‌تر هستند. باتری‌های جریان در حال حاضر برای ذخیره انرژی از منابع تجدیدپذیر مانند باد و خورشید استفاده می‌شوند.
باتری‌های کاهش اکسایش وانادیوم از پیشرفته‌ترین نوع باتری‌های جریان از نظر فنی و تجاری هستند. در حال حاضر ده‌ها باتری وانادیومی در سایت‌های مختلف نصب شده‌اند، از جمله: مزرعه بادی هاکسلی هیل (استرالیا)، تپه‌های بادی توماری در هوکایدو (ژاپن) و همچنین در کاربردهای مزرعه‌های غیر بادی. ضمن این که قرار بود یک باتری جریان ۱۲ مگاوات ساعتی در مزرعه بادی Sorne Hill (ایرلند) نصب شود. این سیستم‌های ذخیره‌سازی برای هموارسازی نوسانات گذرای باد طراحی شده‌اند.

#### مثال‌ها
یک سیستم در پورتوریکو با ظرفیت ۲۰ مگاوات به مدت ۱۵ دقیق فرکانس برق تولیدی در یک جزیره را تثبیت کرد.
در یک مورد دیگر در سال ۲۰۰۳، یک بانک باتری نیکل کادمیوم با ظرفیت ۲۷ مگاوات در مدت ۱۵ دقیقه در فیربنکس آلاسکا، در انتهای یک خط انتقال برای تثبیت ولتاژ استفاده شد.
در سال ۲۰۱۴، پروژه ذخیره انرژی تهاچاپی (Tehachapi) توسط شرکت ادیسون کالیفرنیای جنوبی راه اندازی شد.
در سال ۲۰۱۶، یک باتری یون روی برای استفاده در ذخیره‌سازی شبکه پیشنهاد شد.
در سال ۲۰۱۷، کمیسیون خدمات عمومی کالیفرنیا، تعداد ۳۹۶ پشته باتری تسلا به اندازه یخچال را در پست میرا لوما در انتاریو، کالیفرنیا نصب کرد. هر پشته در دو ماژول هر کدام ۱۰ مگاوات (در مجموع ۲۰ مگاوات) مستقر شده بودند که هر کدام قادر به کار به مدت ۴ ساعت هستند، بنابراین ظرفیت آن به ۸۰ مگاوات ساعت می‌رسید. ظرفیت ذخیره‌سازی این آرایه قادر است برق ۱۵۰۰۰ خانه را برای بیش از چهار ساعت تأمین کند.
بزرگ‌ترین باتری‌های ذخیره‌سازی شبکه ای در ایالات متحده شامل سیستم باتری ۳۱٫۵ مگاواتی در نیروگاه گرند ریج در ایلینوی و ۳۱٫۵ مگاواتی در بیچ ریج، ویرجینیای غربی است. در سال ۲۰۱۵، دو سیستم ذخیره‌سازی باتری در حال ساخت وجود داشت که شامل ۴۰۰ مگاوات ساعت (۱۰۰ مگاوات به مدت ۴ ساعت) می‌شد. پروژه ادیسون کالیفرنیای جنوبی و پروژه ۵۲ مگاوات ساعتی در کائوآی، هاوایی، خروجی یک مزرعه خورشیدی ۱۳ مگاواتی را به‌طور کامل به ساعات عصر جابجا می‌کند. دو باتری در فیربنکس، آلاسکا (۴۰ مگاوات به مدت ۷ دقیقه با استفاده از سلول‌های Ni-Cd) و در نوتریس، تگزاس (۳۶ مگاوات به مدت ۴۰ دقیقه با استفاده از باتری‌های سرب اسید) قرار دارند. یک باتری ۱۳ مگاوات ساعتی ساخته شده از باتری‌های مستعمل خودروهای الکتریکی هوشمند دایملر در لونن آلمان ساخته شدکه عمر دوم آن ۱۰ سال خواهد بود.
در سال ۲۰۱۵، یک سیستم ذخیره‌سازی باتری با ظرفیت ۲۲۱ مگاوات در ایالات متحده نصب شد که انتظار می‌رفت تا سال ۲۰۲۰، ظرفیت کل آن به ۱٫۷ گیگاوات برسد.
در سال ۲۰۱۸، بریتانیا ۵۰ مگاوات باتری شبکه لیتیوم یون در هرتفوردشایر نصب کرد. در فوریه ۲۰۲۱، ساخت و ساز توسعه ذخیره‌سازی باتری ۵۰ مگاواتی در بورول، کمبریج شایر و یک سایت ۴۰ مگاواتی در بارنزلی، یورکشایر جنوبی آغاز شد.
در نوامبر ۲۰۱۷، تسلا یک سیستم ۱۰۰ مگاواتی (۱۲۹ مگاوات ساعتی) در استرالیای جنوبی نصب کرد. اپراتور بازار انرژی استرالیا اظهار داشت که این سیستم در مقایسه با خدماتی که معمولاً توسط یک واحد تولید سنکرون معمولی ارائه می‌شود، هم سریع و هم دقیق است.

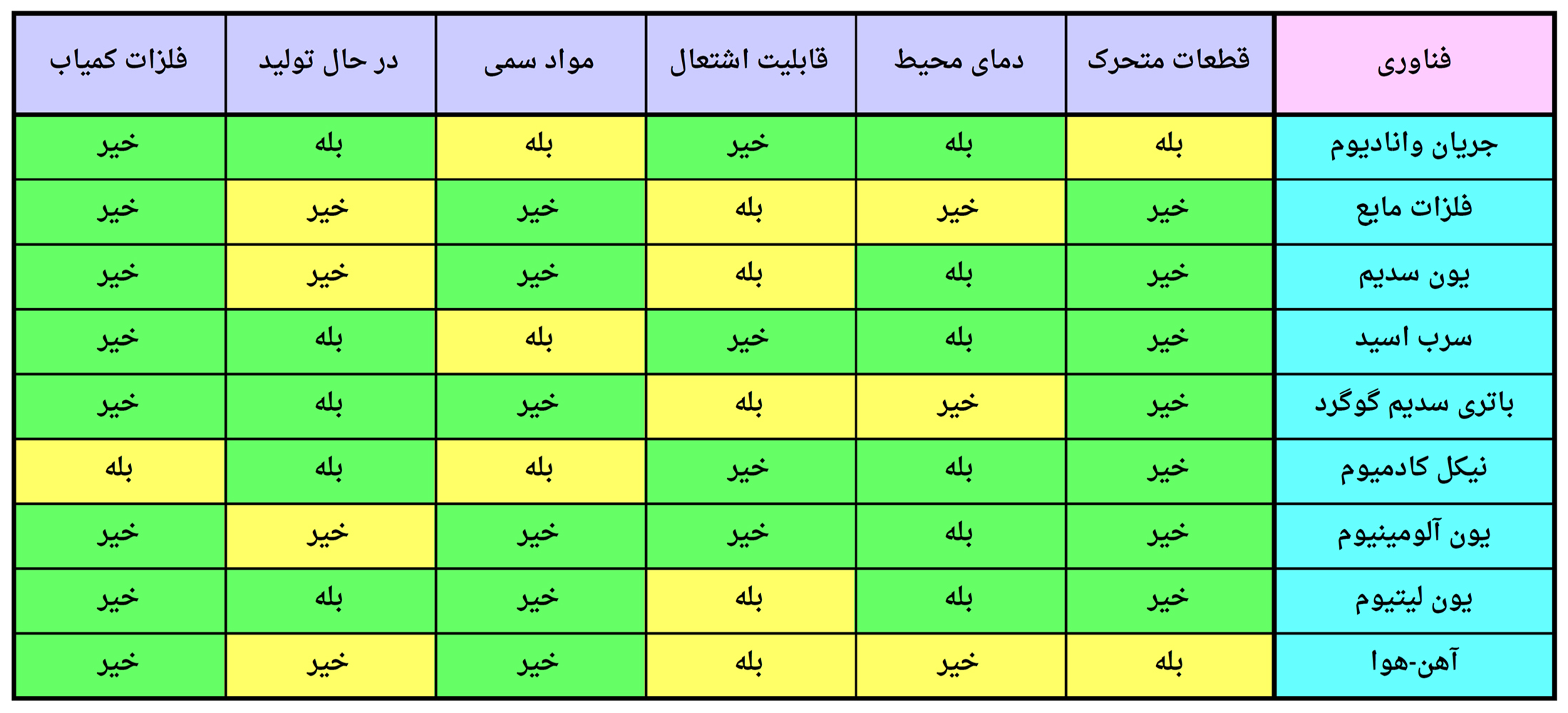
مقایسه فن آوری‌های باتری‌ها

### وسایل نقلیه الکتریکی

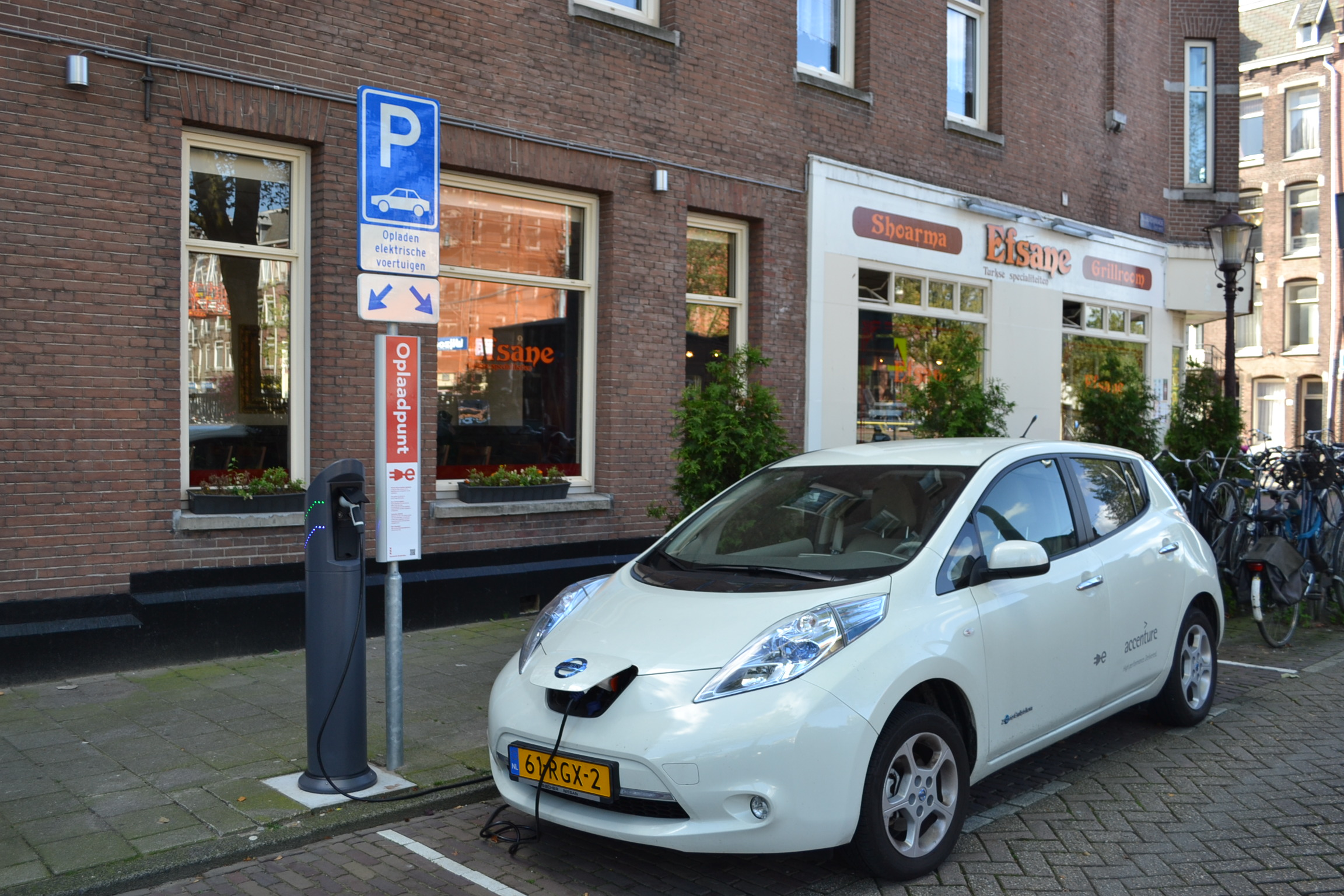
نیسان لیف، پرفروش‌ترین خودروی برقی بزرگراهی جهان تا سال ۲۰۱۵

شرکت‌هایی در حال تحقیق در مورد استفاده احتمالی از وسایل نقلیه برقی برای پاسخگویی به تقاضای مصرف در ساعات اوج هستند. یک وسیله نقلیه الکتریکی که پارک شده و متصل به سیستم تغذیه است، می‌تواند برق باتری خودرو را در زمان اوج بار بفروشد و در طول شب (در خانه) یا در زمان کم بار شارژ شود.
خودروهای پلاگین هیبریدی یا الکتریکی می‌توانند برای قابلیت‌های ذخیره‌سازی انرژی استفاده شوند. می‌توان از فناوری خودرو به شبکه استفاده کرد و هر وسیله نقلیه را به یک باتری با ظرفیت ۲۰ تا ۵۰ کیلووات ساعت به عنوان دستگاه متعادل کننده بار توزیع شده یا منبع برق اضطراری تبدیل کرد. این ظرفیت بیانگر نیازهای متوسط خانوار برای هر وسیله نقلیه در دو تا پنج روز بوده که معادل ۱۰ کیلووات ساعت در روز است. با فرض مصرف سالانه ۳۶۵۰ کیلووات ساعت، این مقدار انرژی معادل بین ۶۴ و ۴۸۳ کیلومتر (۴۰ و ۳۰۰ مایل) برای خودروهایی با مصرف ۰٫۱ تا ۰٫۳ کیلووات-ساعت بر کیلومتر (۰٫۱۶ تا ۰٫۵ کیلووات-ساعت بر مایل) است. برخی از شرکت‌های تولید برق قصد دارند از باتری‌های قدیمی خودرو برای ذخیره برق استفاده کنند. با این حال، یک عیب بزرگ استفاده از ذخیره‌سازی انرژی خودرو در شبکه، اعمال تنش به باتری خودرو در هر چرخه شارژ و دشارژ خواهد بود. با این حال، یک مطالعه همه‌جانبه نشان داده است که استفاده هوشمندانه در ذخیره‌سازی وسایل نقلیه، می‌تواند باعث بهبود طول عمر باتری‌ها شود. باتری‌های لیتیوم یون معمولی (بر پایه کبالت) بر اساس تعداد چرخه‌های ذخیره‌سازی خراب می‌شوند اما باتری‌های لیتیوم یونی جدیدتر، افت قابل توجهی ندارند و بنابراین عمر طولانی‌تری دارند.
یک رویکرد دیگر، استفاده مجدد از باتری‌های غیرقابل اعتماد خودرو در ذخیره‌سازی است، زیرا انتظار می‌رود بتوانند تا ده سال عملکرد قابل قبول داشته باشند. اگر چنین ذخیره‌سازی در مقیاس بزرگ انجام شود، تضمین تعویض باتری خودرو که در مواردی مانند تلفن همراه ضعیف است، بسیار آسان‌تر می‌شود چون باتری‌های قدیمی دارای ارزش و امکان استفاده فوری دارند.

### چرخ طیار (فلایویل)

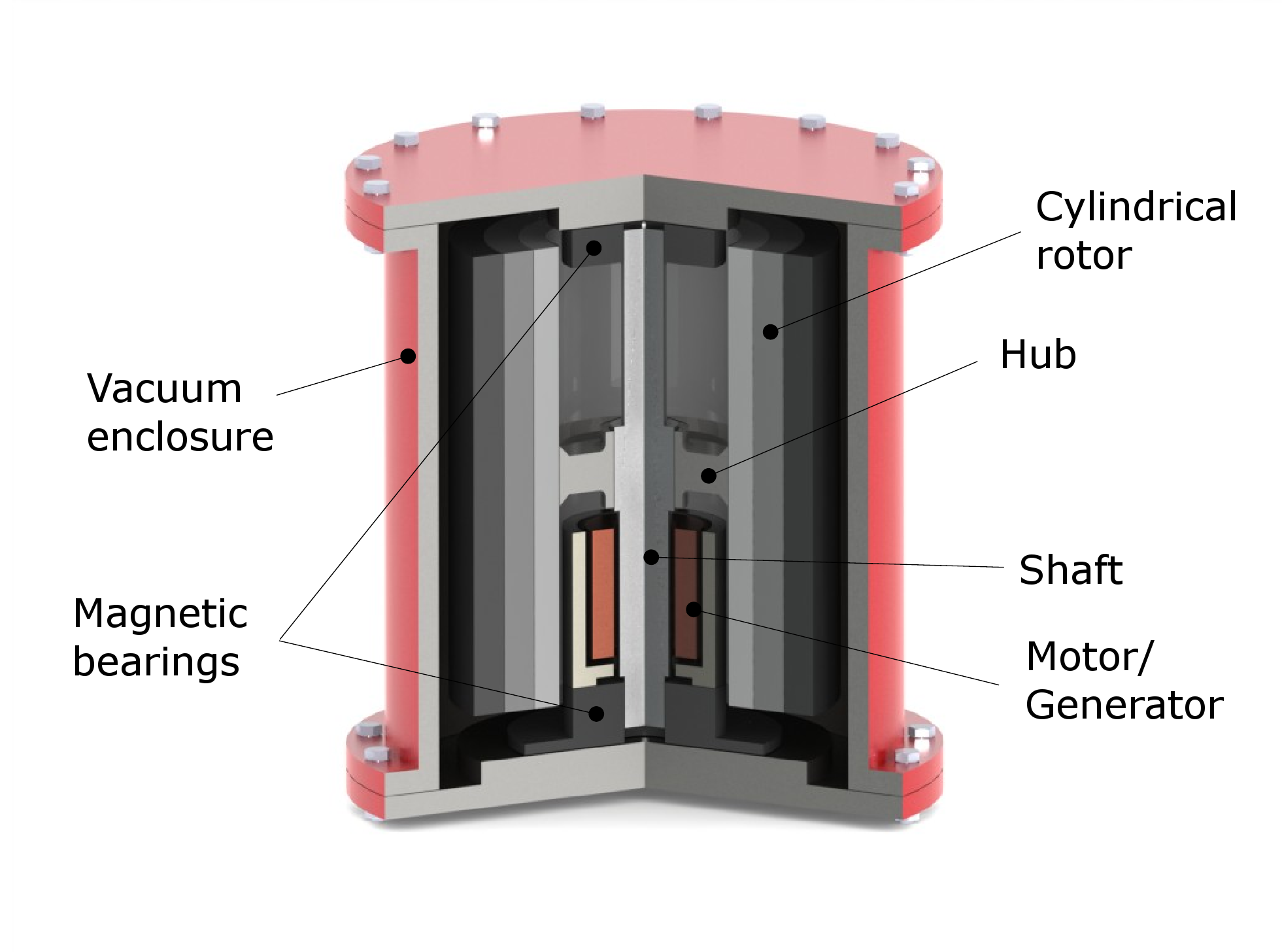
ساختار یک چرخ طیار (Flywheel)

اینرسی مکانیکی اساس این روش ذخیره‌سازی است. هنگامی که نیروی الکتریکی به چنین دستگاهی جریان یابد، یک موتور الکتریکی یک دیسک چرخان سنگین را شتاب می‌دهد. هنگامی که جهت توان معکوس می‌شود، موتور به عنوان یک ژنراتور عمل کرده و باعث کاهش سرعت دیسک و در نتیجه تولید برق می‌شود؛ بنابراین برق به صورت انرژی جنبشی در دیسک ذخیره می‌شود. در این دستگاه مقدار اصطکاک باید به حداقل برسد تا زمان ذخیره‌سازی طولانی‌تر شود. این اغلب موضوع با قرار دادن فلایویل در خلاء و استفاده از یاتاقان‌های مغناطیسی قابل حصول است که البته این روش را گران می‌کند. سرعت بیشتر چرخ فلایویل، ظرفیت ذخیره‌سازی بیشتری را فراهم می‌کند اما به مواد مستحکمی مانند فولاد یا مواد کامپوزیت برای مقاومت در برابر نیروهای گریز از مرکز نیاز دارد. با این حال، فناوری ذخیره‌سازی نیرو و انرژی که این روش را اقتصادی می‌کند، باعث می‌شود چرخ‌های فلایویل برای کاربرد عمومی تر در سیستم‌های قدرت نامناسب باشند. احتمال دارد این فن آوری برای کاربردهای تراز کردن بار در سیستم‌های برق راه‌آهن و برای بهبود کیفیت توان در سیستم‌های انرژی تجدیدپذیر مشابه سیستم ۲۰ مگاواتی در ایرلند، مناسب باشد.

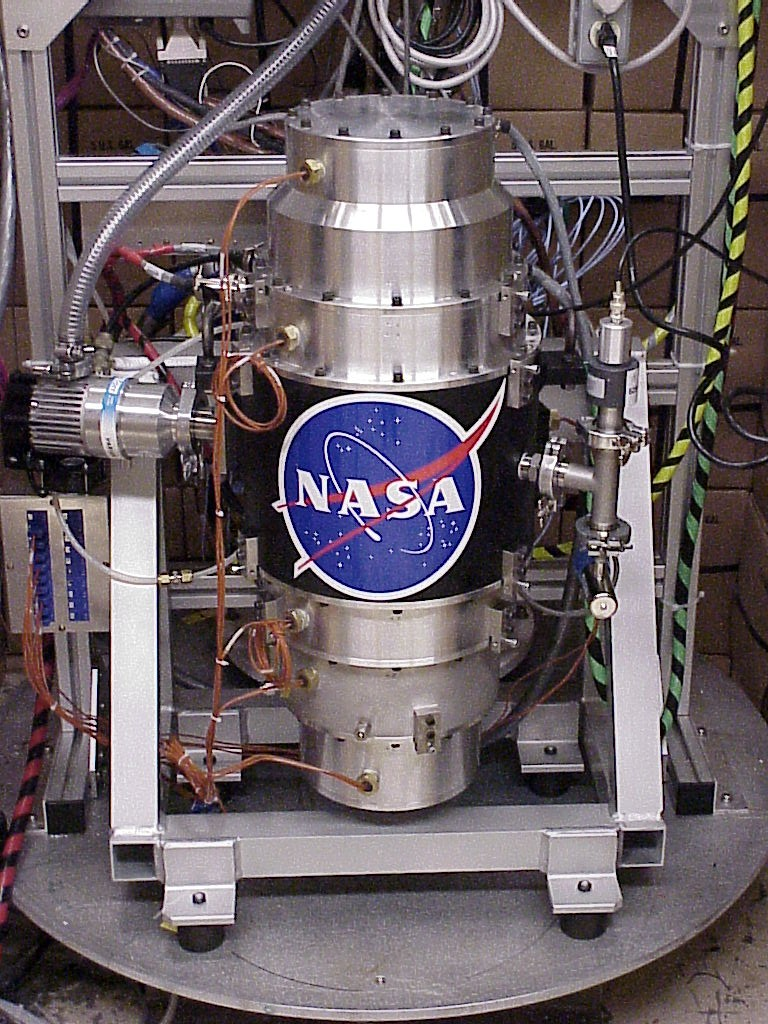
فلایویل G2 ناسا

کاربردهایی که از ذخیره‌سازی چرخ طیار استفاده می‌کنند، آن‌هایی هستند که به توان بسیار بالا برای مدت‌های بسیار کوتاه نیاز دارند که نمونه آن توکامک و آزمایش‌های لیزری است که در آن یک موتور ژنراتور تا سرعت نامی می‌چرخد و تا حدودی در طول تخلیه کند می‌شود.
ذخیره‌سازی فلایویل نیز در حال حاضر به شکل منبع تغذیه دوار دیزلی برای ارائه سیستم‌های منبع تغذیه بدون وقفه (مانند آنهایی که در مراکز داده بزرگ هستند) برای انتقال نیروی لازم در حین انتقال استفاده می‌شود. یعنی مدت زمان نسبتاً کوتاهی که بین قطع برق شبکه و گرم شدن یک منبع جایگزین مانند دیزل ژنراتور وجود دارد.
این راه حل بالقوه توسط EDA در آزور، در جزایر گراتسیوسا و فلورس پیاده‌سازی شده است. این سیستم از یک فلایویل ۱۸ مگاوات ثانیه ای برای بهبود کیفیت توان و در نتیجه امکان افزایش مصرف انرژی تجدیدپذیر استفاده می‌کند. در توضیحات آن آمده است که این سیستم‌ها برای هموار کردن نوسانات گذرا طراحی شده‌اند و هرگز نمی‌توانند برای مقابله با خاموشی بیش از چند روز استفاده شوند.
در استرالیا شرکت پاورکورپ در حال توسعه برنامه‌هایی با استفاده از توربین‌های بادی، فلایویل‌ها و دیزل‌های کم بار برای به حداکثر رساندن انرژی ورودی بادی به شبکه‌های کوچک است. سیستمی که در خلیج کورال، استرالیای غربی نصب شده است، از توربین‌های بادی همراه با سیستم کنترل مبتنی بر چرخ طیار و دیزل‌های کم بار استفاده می‌کند. فناوری چرخ طیار به توربین‌های بادی این امکان را می‌دهد تا ۹۵ درصد انرژی خلیج مرجانی را در برخی مواقع با نفوذ سالانه باد ۴۵ درصد تأمین کنند.

### هیدروژن

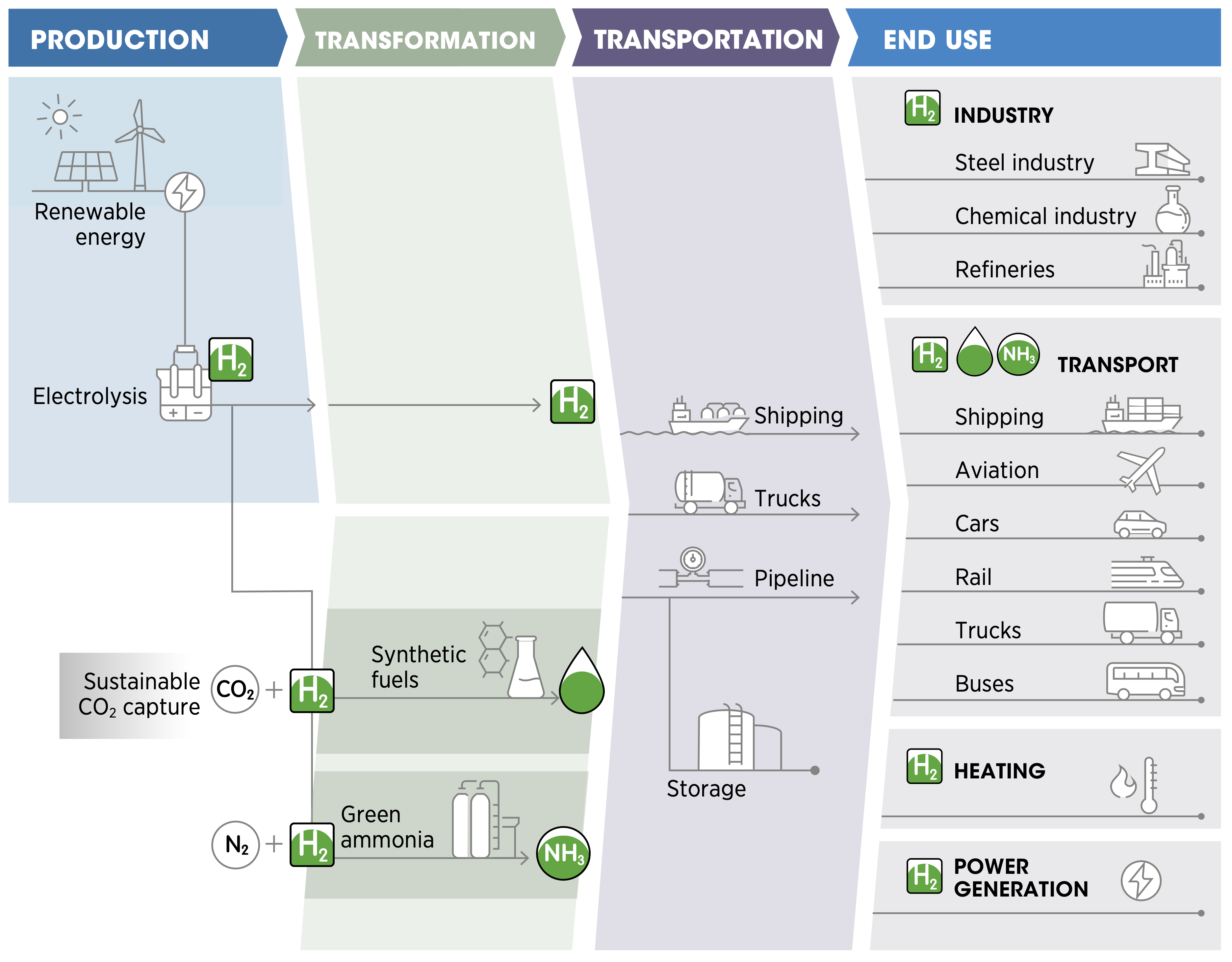
نموداری از اقتصاد هیدروژن (IRENA)

هیدروژن به عنوان یک ماده واسطه برای ذخیره انرژی الکتریکی در حال توسعه است. ابتدا هیدروژن تولید می‌شود، سپس فشرده یا مایع می‌شود و به صورت برودتی در دمای ۲۵۲٫۸۸۲- درجه سانتی گراد ذخیره می‌شود و در نهایت به انرژی الکتریکی یا گرما تبدیل می‌گردد. هیدروژن می‌تواند به عنوان سوخت برای تولید انرژی قابل حمل (مثلا در وسایل نقلیه) یا ثابت استفاده شود. در مقایسه با سیستم تلمبه ذخیره ای و باتری، هیدروژن این مزیت را دارد که یک سوخت با چگالی انرژی بالا است. هیدروژن سبز، حاصل از الکترولیز آب، از نظر هزینه‌های سرمایه‌ای برای ذخیره‌سازی انرژی تجدیدپذیر نسبت به تلمبه ذخیره ای یا باتری‌ها، در بلندمدت مقرون‌به‌صرفه‌تر است.
هیدروژن را می‌توان با اصلاح گاز طبیعی با بخار یا با الکترولیز آب به هیدروژن و اکسیژن تولید کرد (به تولید هیدروژن مراجعه کنید). اصلاح گاز طبیعی دی‌اکسید کربن را به عنوان یک محصول جانبی تولید می‌کند. الکترولیز در دمای بالا و الکترولیز فشار بالا دو تکنیکی هستند که با استفاده از آنها می‌توان راندمان تولید هیدروژن را افزایش داد. سپس هیدروژن در یک موتور احتراق داخلی یا یک پیل سوختی به الکتریسیته تبدیل می‌شود.
راندمان AC-to-AC ذخیره‌سازی هیدروژن در حدود ۲۰ تا ۴۵ درصد است که به همین دلیل محدودیت‌های اقتصادی تحمیل می‌کند. نسبت قیمت بین خرید و فروش برق باید حداقل متناسب با راندمان آن باشد تا سیستم اقتصادی باشد. پیل‌های سوختی هیدروژنی می‌توانند به اندازه کافی سریع، پاسخگوی نوسانات سریع تقاضا یا عرضه برق باشند و فرکانس را تنظیم کنند. این که آیا هیدروژن می‌تواند از زیرساخت گاز طبیعی استفاده کند یا نه، به چگونگی زیرساخت شبکه، استانداردهای اتصالات و فشار ذخیره بستگی دارد.
تجهیزات لازم برای ذخیره انرژی هیدروژن شامل یک کارخانه الکترولیز، کمپرسورها یا مایع سازهای هیدروژن و همچنین مخازن ذخیره‌سازی آن است.
بیوهیدروژن فرآیندی برای تولید هیدروژن با استفاده از زیست توده می‌باشد که هنوز در حال بررسی است.
گرما و توان ترکیبی میکرو (microCHP) می‌تواند از هیدروژن به عنوان سوخت استفاده کند.
برخی از نیروگاه‌های هسته ای ممکن است بتوانند با تولید هیدروژن به یک فرایند همزیستی تبدیل شوند. دمای بالا (۹۵۰ تا ۱۰۰۰ درجه سانتیگراد) راکتورهای نسل چهارم هسته‌ای که دارای سیستم خنک کاری با گاز هستند، پتانسیل الکترولیز هیدروژن از آب را با استفاده از گرمای انرژی هسته‌ای مانند چرخه گوگرد-ید دارند. پیش‌بینی می‌شود که اولین راکتورهای تجاری در سال ۲۰۳۰ به کار گرفته شوند.
در سال ۲۰۰۷ یک برنامه آزمایشی با استفاده از توربین‌های بادی و ژنراتورهای هیدروژنی در مناطق دورافتاده رامیا، نیوفاندلند و لابرادور آغاز شد. هم چنین پروژه مشابهی از سال ۲۰۰۴ در شهر اوتسیرا، یک جزیره کوچک نروژی در جریان بوده است.

#### ذخیره‌سازی زیرزمینی هیدروژن
ذخیره‌سازی زیرزمینی هیدروژن به ذخیره آن در حفره‌های زیرزمینی، گنبدهای نمکی و میدان‌ها نفت و گازی که تخلیه شده‌اند، مربوط است. تا کنون مقادیر زیادی هیدروژن به صورت گازی توسط صنایع شیمیایی امپریال (ICI) برای چندین سال بدون هیچ مشکلی در غارهای بزرگ ذخیره شده است. پروژه اروپایی هیوندر (Hyunder) در سال ۲۰۱۳ نشان داد که برای ذخیره انرژی باد و خورشید، به ۸۵ حفره نیاز است زیرا نمی‌توان آن را با سیستم‌های ذخیره‌سازی هوای فشرده و تلمبه ذخیره ای پوشش داد.

#### برق به گاز
برق به گاز فناوری است که طی آن توان الکتریکی را به سوخت گاز تبدیل می‌کند. برای این منظور دو روش وجود دارد، روش اول استفاده از برق برای شکافت آب و تزریق هیدروژن حاصل از آن به شبکه گاز طبیعی است. دومین روش که کمتر کارآمد است، برای تبدیل دی‌اکسید کربن و آب به متان با استفاده از الکترولیز و واکنش ساباتیراستفاده می‌شود.
انرژی الکتریکی اضافی یا توان خارج از ساعات اوج مصرف توسط ژنراتورهای بادی یا آرایه‌های خورشیدی برای متعادل کردن بار در شبکه انرژی استفاده می‌شود. سازنده پیل سوختی هیدروژنیک (Hydrogenics) و شرکت توزیع کننده گاز طبیعی انبریج (Enbridge) با یکدیگر همکاری کرده‌اند با استفاده از شبکه گاز طبیعی موجود برای هیدروژن، چنین سیستمی برای تبدیل برق به گاز را در کانادا توسعه دهند.
شبکه‌های گاز آلمان قبل از روی آوردن به سوخت گاز طبیعی، به منظور استفاده از گاز شهری که بیشتر از هیدروژن تشکیل شده بود، کاربرد داشت. ظرفیت ذخیره‌سازی شبکه گاز طبیعی آلمان بیش از ۲۰۰۰۰۰ گیگا وات ساعت است که برای چندین ماه انرژی مورد نیاز، کافی است. در مقایسه، ظرفیت تمام نیروگاه‌های تلمبه ذخیره ای آلمان تنها حدود ۴۰ گیگا وات ساعت است. انتقال انرژی از طریق شبکه گاز با تلفات بسیار کمتر (کمتر از ۰٫۱٪) نسبت به شبکه برق (۸٪ یا بیشتر) انجام می‌شود. استفاده از خطوط لوله گاز طبیعی موجود برای هیدروژن از سوی NaturalHy مورد مطالعه قرار گرفت

#### تبدیل به آمونیاک
تبدیل انرژی برق به آمونیاک، یک مفهوم ذخیره انرژی بدون کربن را با یک پالت کاربردی متنوع ارائه می‌دهد. در مواقعی که انرژی کم کربن مازاد وجود دارد، می‌توان از آن برای تولید سوخت آمونیاک استفاده کرد. آمونیاک ممکن است با تقسیم آب به هیدروژن و اکسیژن با استفاده از الکتریسیته تولید شود، سپس از دما و فشار بالا برای ترکیب نیتروژن هوا با هیدروژن استفاده شده و آمونیاک ایجاد می‌شود. برخلاف هیدروژن که ذخیره آن به عنوان گاز تحت فشار یا مایع شدن و ذخیره برودتی در دمای ۲۵۳- دجه سانتی گراد مشکل است، آمونیاک به عنوان یک مایع شبیه پروپان است.
درست مانند گاز طبیعی، آمونیاک ذخیره شده می‌تواند به عنوان سوخت حرارتی برای حمل و نقل و تولید برق یا در پیل سوختی استفاده شود. یک مخزن استاندارد ۶۰۰۰۰ مترمکعبی آمونیاک مایع، حاوی حدود ۲۱۱ گیگاوات ساعت انرژی، معادل تولید سالانه حدود ۳۰ توربین بادی است. آمونیاک را می‌توان به‌طور تمیز سوزاند چون آب و نیتروژن آزاد می‌شود، اما دی‌اکسید کربن و اکسیدهای نیتروژن ندارد یا بسیار ناچیز است. آمونیاک علاوه بر اینکه حامل انرژی است، پایه ای برای تولید بسیاری از مواد شیمیایی است که رایج‌ترین کاربرد آن برای کود شیمیایی می‌باشد. با توجه به انعطاف در استفاده، زیرساخت‌های حمل و نقل، توزیع و استفاده ایمن از آمونیاک در حال حاضر وجود دارد، این ماده به کاندیدای مناسبی برای تبدیل شدن به یک حامل انرژی در مقیاس بزرگ و بدون کربن در آینده تبدیل می‌شود.

### برق آبی

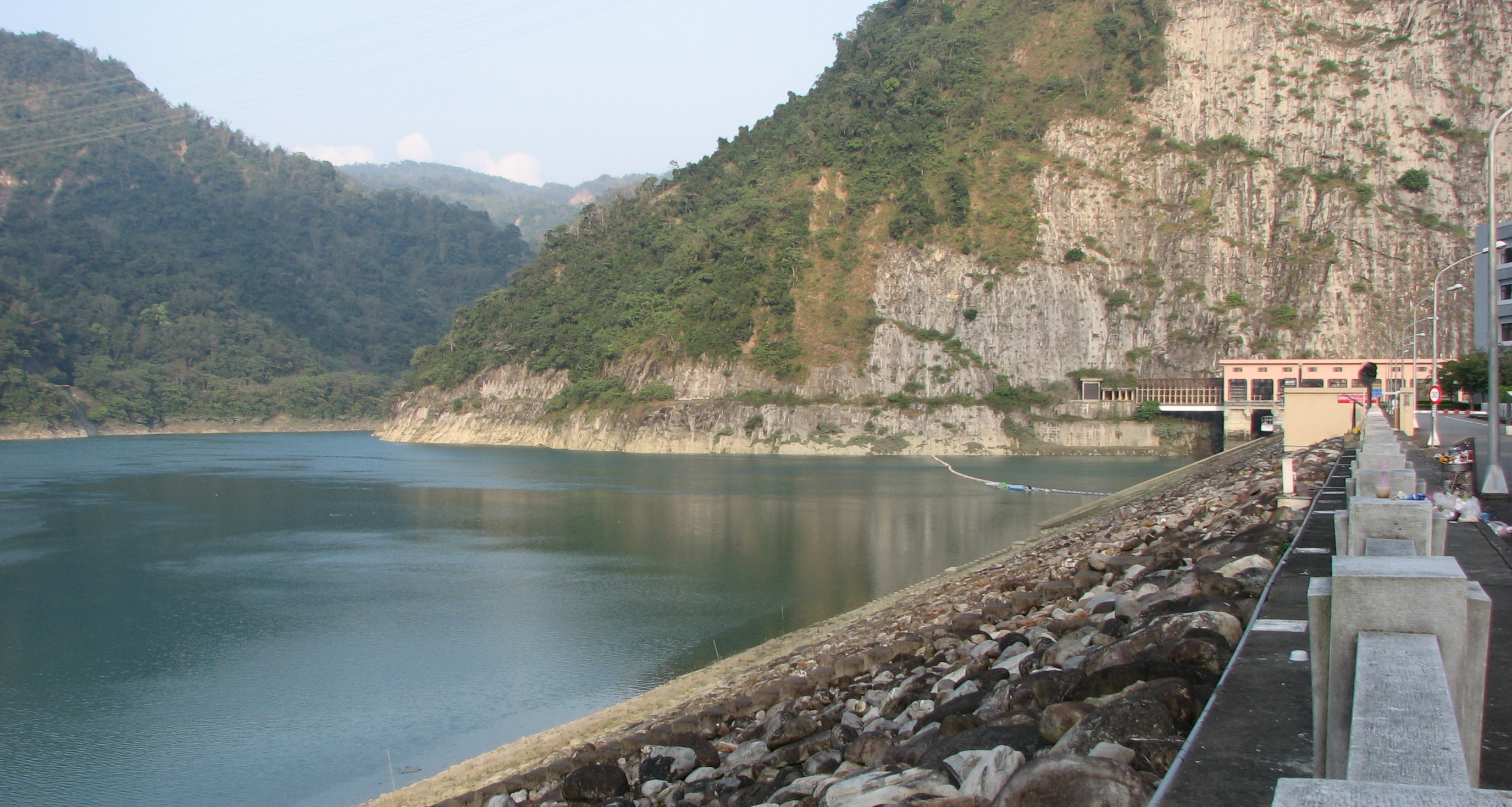
سد نیروگاه تلمبه ذخیره ای مینگتان در نانتو، تایوان

در سال ۲۰۰۸، ظرفیت ذخیره‌سازی و تولید نیروگاه‌های تلمبه ذخیره ای در سطح جهان، ۱۰۴ گیگاوات بود، در حالی که منابع دیگر ادعا می‌کنند که ۱۲۷ گیگاوات است. در این صورت اکثریت قریب به اتفاق انواع ذخیره‌سازی برق شبکه از نوع تلمبه ذخیره ای است و همه انواع دیگر روی هم چند صد مگاوات ظرفیت دارند.
در بسیاری از مکان‌ها، برق آبی تلمبه ذخیره ای برای یکنواخت کردن بار تولید روزانه، با پمپاژ آب به یک مخزن ذخیره‌سازی در ارتفاع بالاتر در ساعات کم بار و آخر هفته‌ها، با استفاده از ظرفیت بار پایه اضافی از نیروگاه‌های زغال‌سنگی یا هسته‌ای استفاده می‌شود. در ساعات اوج بار، این آب را می‌توان برای تولید برق آبی، به عنوان یک ذخیره واکنش سریع برای پوشش پیک گذرای تقاضا استفاده کرد.
ذخیره‌سازی پمپی حدود ۷۰ تا ۸۵ درصد از انرژی مصرف شده را بازیابی می‌کند و در حال حاضر مقرون به صرفه‌ترین شکل ذخیره‌سازی انبوه انرژی است. مشکل اصلی ذخیره‌سازی پمپاژ این است که به دو مخزن نزدیک در ارتفاع متفاوت نیاز دارد و اغلب به هزینه سرمایه قابل توجهی نیاز دارد.

نموداری از تأسیسات یک نیروگاه تلمبه ذخیره ای - کوه‌های راکون، تنسی، ایالات متحده

سیستم‌های آب پمپ‌شده قابلیت انتقال بالایی دارند، به این معنی که می‌توانند خیلی سریع، معمولاً در عرض ۱۵ ثانیه، که این سیستم‌ها را در جذب تنوع تقاضای الکتریکی از مصرف‌کنندگان بسیار کارآمد می‌کند. بالای ۹۰ هست گیگاوات ذخیره‌سازی پمپ شده در سراسر جهان که حدود ۳ درصد از ظرفیت تولید لحظه ای جهانی را تشکیل می‌دهد. سیستم‌های ذخیره‌سازی آب پمپ شده، مانند سیستم ذخیره‌سازی دینورویگ در بریتانیا، پنج یا شش ساعت ظرفیت تولید را نگه می‌دارند، و برای هموار کردن تغییرات تقاضا استفاده می‌شوند.
نمونه دیگری از نیروگاه تلمبه ذخیره ای نیروگاه ۱۸۳۶ مگاواتی تیان‌هوانگ‌پینگ در چین است که دارای ظرفیت مخزن هشت میلیون متر مکعب (حجم آب بر فراز آبشار نیاگارا در ۲۵ دقیقه) با فاصله عمودی ۶۰۰ متری است. این مخزن می‌تواند حدود ۱۳ گیگاوات ساعت انرژی پتانسیل گرانشی ذخیره شده (با بازدهی حدود ۸۰ درصد)، یا حدود ۲ درصد از مصرف برق روزانه چین را در خود ذخیره کند.
یک مفهوم جدید در ذخیره‌سازی تلمبه ذخیره ای، استفاده از انرژی باد یا انرژی خورشیدی برای پمپاژ آب است. توربین‌های بادی یا سلول‌های خورشیدی که پمپ‌های آب را برای ذخیره‌سازی انرژی بادی یا خورشیدی، به یک سد هدایت می‌کنند که قادرند این فرایند را کارآمدتر کنند ولی اما هنوز محدود هستند. چنین سیستم‌هایی فقط می‌توانند میزان انرژی آب را در دوره‌های وزش باد و نور روز افزایش دهند. مطالعه‌ای که در سال ۲۰۱۳ منتشر شد، نشان داد که انرژی خورشیدی روی پشت بام‌ها، همراه با سیستم تلمبه ذخیره ای موجود، می‌تواند راکتورهای از دست رفته در فوکوشیما را با یک ضریب ظرفیت معادل جایگزین کند.

#### سدهای برق آبی

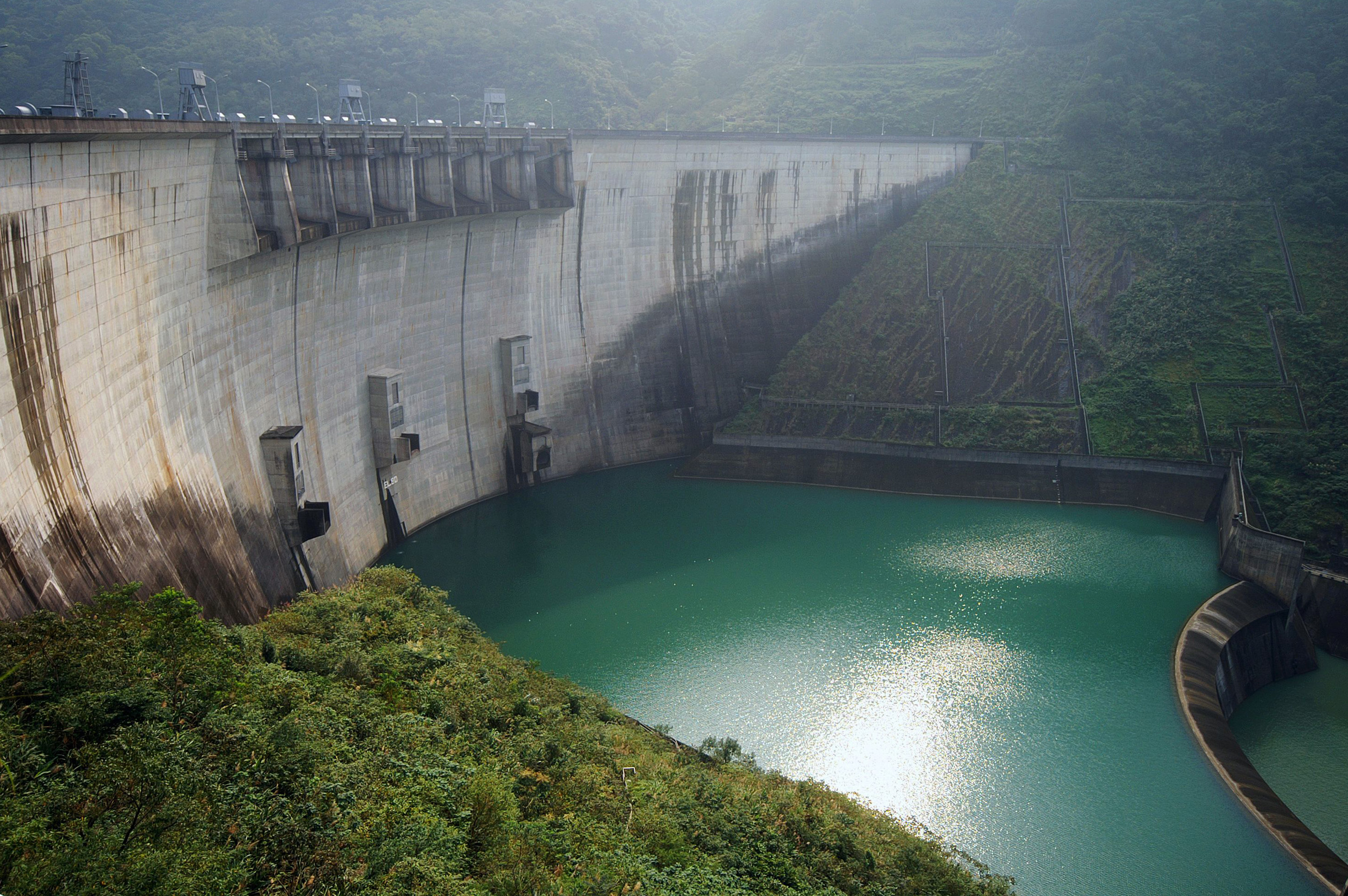
سد برق آبی Fetsui در نیو تایپه، تایوان

سدهای هیدروالکتریک با مخازن بزرگ نیز می‌توانند برای تأمین مصرف پیک در زمان اوج تقاضا مورد بهره‌برداری قرار گیرند. آب در ساعات و دوره‌های کم‌تقاضا، در مخزن ذخیره می‌شود و زمانی که تقاضا افزایش یابد، از طریق نیروگاه برق آبی آزاد می‌شود. اثر خالص این سیستم مانند تلمبه ذخیره ای است، اما بدون تلفات سیستم پمپاژ. بسته به ظرفیت مخزن، نیروگاه می‌تواند بار روزانه، هفتگی یا فصلی را تأمین کند.
بسیاری از سدهای برق آبی موجود نسبتاً قدیمی هستند (به عنوان مثال، سد هوور در دهه ۱۹۳۰ ساخته شد) و طراحی اولیه آن‌ها به چندین دهه قبل از منابع انرژی جدیدتر مانند باد و خورشیدی بود. در یک سد برق آبی که در اصل برای تأمین نیروی بار پایه ساخته شده است، اندازه ژنراتورهای آن را بر اساس میانگین جریان آب به مخزن خواهد داشت. به روز رسانی چنین سدی با ژنراتورهای اضافی، حداکثر ظرفیت خروجی توان آن را افزایش می‌دهد و در نتیجه ظرفیت آن را برای کار به عنوان یک واحد ذخیره انرژی شبکه مجازی افزایش می‌دهد. اداره احیای ایالات متحده هزینه سرمایه‌گذاری ۶۹ دلاری را به ازای هر کیلووات ارتقاء ظرفیت یک سد موجود را گزارش می‌دهد که در مقایسه با بیش از ۴۰۰ دلار در هر کیلووات برای ژنراتورهای دیزلی در ساعات اوج مصرف بسیار مطلوب است. در حالی که یک سد برق آبی ارتقا یافته انرژی اضافی را به‌طور مستقیم از سایر واحدهای تولیدی ذخیره نمی‌کند، اما با انباشتن آب ورودی از رودخانه در مدت زمان اضافه تولید سایر مولدها، رفتاری متعادل کننده در شبکه برق دارد. سد ارتقا یافته که به عنوان یک واحد ذخیره‌سازی شبکه روش عمل می‌کند، یکی از کارآمدترین اشکال ذخیره‌سازی انرژی است، زیرا تلفات مربوط به پمپاژ برای پر کردن مخزن خود ندارد و تنها تلفات آن ناشی از تبخیر و نشت است.
سدی که مخزن بزرگی را نگه می‌دارد، می‌تواند با کنترل خروجی رودخانه و افزایش یا کاهش چند متری سطح مخزن، مقدار زیادی انرژی را ذخیره و آزاد کند. برای بهره‌برداری از سدها، قوانین محدود کننده وجود دارد و رهاسازی آنها مشمول حقابه تعیین شده توسط دولت‌ها برای محدود کردن اثر هٔ ت بر پایین دست رودخانه‌ها است. در شبکه مواقعی هست که که نیروگاه‌های حرارتی بار پایه، توربین‌های هسته‌ای یا بادی، در حال تولید برق اضافه بر نیاز، مثلاً در شب تولید می‌کنند؛ اما خواه برق تولید شود یا نه، سدها همچنان باید آب کافی برای حفظ سطح مناسب رودخانه‌ها را آزاد کنند. برعکس این وضعیت، محدودیتی برای حداکثر ظرفیت وجود دارد، که اگر بیش از حد باشد می‌تواند باعث طغیان رودخانه در پایین دست شود.

### انرژی مغناطیسی ابررسانا
سیستم‌های ذخیره‌سازی انرژی مغناطیسی ابررسانا (SMES)، انرژی را در میدان مغناطیسی ایجاد شده توسط جریان مستقیم در یک سیم‌پیچ ابررسانا ذخیره می‌کنند که به صورت برودتی تا دمای زیر دمای بحرانی ابررسانا سرد شده است.
یک سیستم معمولی SMES شامل سه بخش است: سیم پیچ ابررسانا، سیستم تنظیم برق و یخچال برودتی. هنگامی که سیم پیچ ابررسانا شارژ می‌شود، جریان از بین نمی‌رود و انرژی مغناطیسی می‌تواند به‌طور نامحدود ذخیره شود. انرژی ذخیره شده را می‌توان با تخلیه سیم پیچ به شبکه بازگرداند. سیستم تنظیم برق از یک اینورتر / یکسو کننده برای تبدیل توان جریان متناوب (AC) به جریان مستقیم یا برای تبدیل مجدد DC به برق AC استفاده می‌کند. اینورتر/یکسو کننده حدود ۲ تا ۳ درصد اتلاف انرژی در هر جهت را شامل می‌شود. سیستم ذخیره‌سازی انرژی مغناطیسی ابررسانا، کمترین مقدار الکتریسیته را در فرایند ذخیره‌سازی انرژی، نسبت به سایر روش‌های ذخیره انرژی از دست می‌دهد. سیستم‌های SMES بسیار کارآمد هستند. راندمان رفت و برگشت بیشتر از ۹۵٪ است. هزینه بالای ابررساناها اصلی‌ترین محدودیت برای استفاده تجاری از این روش ذخیره انرژی است.
به دلیل نیاز سیستم برودتی به انرژی و سقف انرژی قابل ذخیره، سیستم SMES فقط برای ذخیره کوتاه مدن انرژی استفاده می‌شود؛ بنابراین این سیستم بیشتر برای بهبود کیفیت تأمین برق مورد استفاده قرار می‌گیرد.
برای عملی شدن ذخیره انرژی مغناطیسی ابررسانا، هنوز چالش‌های فنی قابل توجهی وجود دارد که باید حل شوند.

### حرارتی

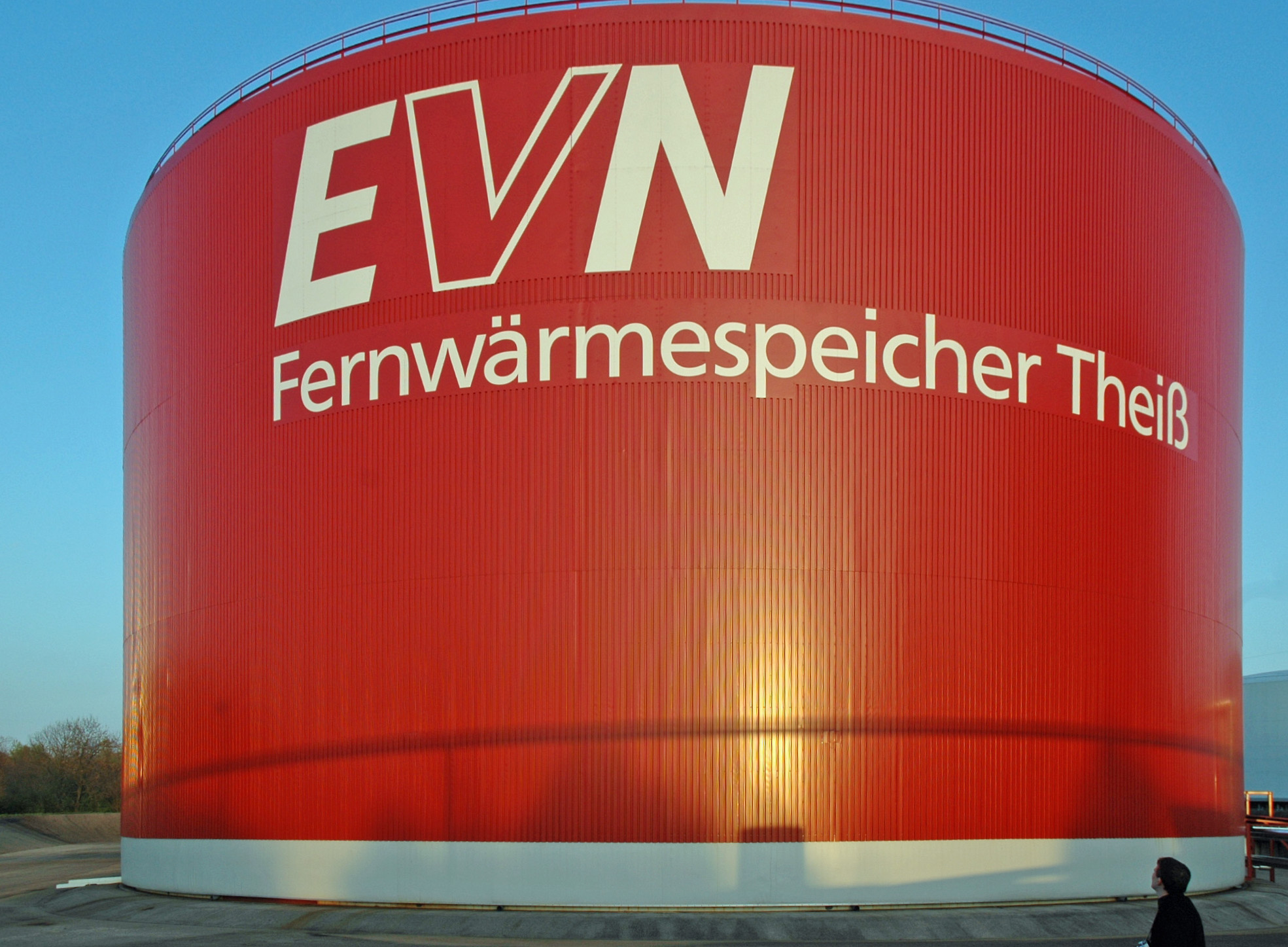
مخزن ذخیره سازی برای گرمایش یک منطقه شهری با ظرفیت گرمایی ۲ گیگاوات ساعت - اتریش

در دانمارک ذخیره‌سازی مستقیم الکتریسیته برای استفاده در مقیاس بزرگ، بسیار گران‌قیمت تلقی می‌شود، اگرچه استفاده قابل توجهی از برق آبی موجود در کشور نروژ می‌شود. در عوض، استفاده از مخازن ذخیره آب گرم متصل به طرح‌های گرمایش منطقه‌ای که توسط دیگ‌های برقی یا پمپ‌های حرارتی گرم می‌شوند، به عنوان یک رویکرد دارای اولویت دیده می‌شود. سپس گرمای ذخیره شده با استفاده از لوله‌های گرمایش منطقه ای به خانه‌ها منتقل می‌شود.
هم چنین از نمک مذاب برای ذخیره گرمای کسب شده از برج انرژی خورشیدی استفاده می‌شود تا بتوان از آن برای تولید برق، در هوای بد یا در شب استفاده کرد.
سیستم‌های گرمایش و سرمایش ساختمان‌ها را می‌توان برای ذخیره انرژی حرارتی در مخازن حرارتی مشترک یا اختصاصی کنترل کرد. این ذخیره‌سازی حرارتی می‌تواند با افزایش مصرف برق (شارژ ذخیره‌سازی) در زمان‌های غیر اوج بار و کاهش مصرف برق (دشارژ ذخیره‌سازی) در زمان‌های اوج مصرف، خدمات جانبی برای جابجایی بار را ارائه دهد. برای مثال می‌توان از برق خارج از زمان‌های پیک برای تهیه یخ از آب استفاده و یخ را ذخیره کرد. یخ ذخیره شده را می‌توان برای خنک کردن هوا در یک ساختمان بزرگ که معمولاً برق متناوب (AC) مصرف می‌کند، استفاده کرد و در نتیجه بار الکتریکی را به ساعات غیر اوج مصرف منتقل کرد. در سیستم‌هایی از یخ ذخیره‌شده برای خنک کردن هوای ورودی به توربین گازی استفاده می‌شود، بنابراین ظرفیت تولید و راندمان در ساعات پیک افزایش می‌یابد.
یک سیستم ذخیره انرژی حرارتی از یک موتور حرارتی/پمپ حرارتی برگشت‌پذیر، برای پمپاژ گرما بین دو مخزن ذخیره‌سازی استفاده می‌کند که یکی را گرم و دیگری را خنک می‌کند. شرکت مهندسی بریتانیایی آیزنتروپیک (Isentropic) که در حال توسعه این سیستم است، ادعا می‌کند که بازدهی بالقوه برق ورودی به خروجی در یک رفت و برگشت، بین ۷۲ تا ۸۰ درصد است.
باتری کارنو نیز نوعی سیستم ذخیره‌سازی انرژی است که الکتریسیته را در یک سیستم ذخیره‌سازی گرما ذخیره می‌کند و گرمای ذخیره‌شده را از طریق چرخه‌های ترمودینامیک به برق تبدیل می‌کند. این مفهوم اخیراً توسط بسیاری از پروژه‌های تحقیقاتی مورد بررسی و توسعه قرار گرفته است. اصلی‌ترین مزیت این نوع سیستم این است که هزینه ذخیره‌سازی انرژِ حرارتی در مقیاس بزرگ و طولانی مدت بسیار کمتر از سایر فناوری‌های ذخیره‌سازی است.

### باتری فیزیکی؛ ذخیره انرژی پتانسیل گرانشی با جرم‌های جامد
جایگزین دیگر ذخیره‌سازی، شامل ذخیره انرژی با حرکت توده‌های جامد بزرگ به ارتفاع بالا در برابر گرانش است. این امکان را می‌توان در داخل چاه‌های معدن قدیمی یا در برج‌های ویژه این منظور که در آن‌ها وزنه‌های سنگین برای ذخیره انرژی با ابزاری مانند جرثقیل با بالا کشیده شده می‌شوند تا بعداً تا یک فرود کنترل‌شده، این انرژی بازیابی شود.
در ذخیره انرژی ریلی، واگن‌های ریلی که وزنه‌های بزرگی را حمل می‌کنند، در یک بخش از مسیر شیبدار ریلی به سمت بالا یا پایین حرکت می‌کنند و در نتیجه انرژی را ذخیره یا آزاد می‌کنند.
به همین شکل برای ذخیره‌سازی انرژی پتانسیل گرانشی در چاه‌های بلااستفاده نفت، وزنه‌ها در یک چاه نفت عمیق و از کار افتاده بالا یا پایین می‌روند.

## اقتصاد
هزینه ذخیره‌سازی برق به شدت به نوع و هدف ذخیره‌سازی بستگی دارد. از جمله این موارد می‌توان به تنظیم فرکانس ثانویه، نیروگاه‌های پیک مصرف در مقیاس دقیقه/ساعت، یا ذخیره‌سازی فصلی در مقیاس روز/هفته اشاره کرد.
گفته می‌شود که استفاده از ذخیره‌سازی باتری هزینه ای معادل ۱۲۰ دلار تا ۱۷۰ دلار در هر مگاوات ساعت دارد. این هزینه قابل مقایسه با توربین‌های گازی چرخه باز است که از سال ۲۰۲۰ قیمتی در حدود ۱۵۱ تا ۱۹۸ دلار در هر مگاوات ساعت دارند.
به‌طور کلی، ذخیره‌سازی انرژی زمانی مقرون به صرفه است که هزینه نهایی برق بیشتر از هزینه‌های ذخیره و بازیابی انرژی به اضافه قیمت انرژی از دست رفته در فرایند باشد. به عنوان مثال، فرض کنید یک مخزن تلمبه ذخیره ای می‌تواند پس از محاسبه تمام تلفات (تبخیر و نشت، تلفات بازده و غیره) حجمی از آب را به مخزن بالایی خود پمپ کند که قادر به تولید ۱۲۰۰ مگاوات ساعت است. اگر هزینه نهایی برق در زمان‌های غیر اوج مصرف برابر ۱۵ دلار در هر مگاوات ساعت باشد و مخزن با راندمان ۷۵ درصد کار کند، در این صورت بایستی ۱۵۰۰ مگاوات ساعت انرژی مصرف شود تا ۱۲۰۰ مگاوات ساعت، انرژی بازیابی شود؛ بنابراین هزینه کل برای پر کردن مخزن ۲۲۵۰۰ دلار خواهد بود. اگر تمام انرژی ذخیره شده روز بعد در ساعات اوج مصرف به‌طور متوسط ۴۰ دلار به ازای هر مگاوات ساعت فروخته شود، در این صورت مخزن درآمدی معادل ۴۸۰۰۰ دلار در روز خواهد داشت و سود ناخالص آن ۲۵۵۰۰ دلار است.
با این حال، هزینه نهایی برق به دلیل هزینه‌های متغیر عملیاتی و سوخت در کلاس‌های مختلف مولد، متفاوت است. از یک سو، نیروگاه‌های بار پایه مانند نیروگاه‌های زغال‌سنگ و نیروگاه‌های هسته‌ای، مولدهای کم هزینه ای هستند، زیرا هزینه‌های سرمایه و نگهداری بالایی دارند اما هزینه سوخت پایینی دارند. از سوی دیگر، نیروگاه‌های قله ای مانند نیروگاه‌های توربین گازی، سوخت گران‌قیمتی می‌سوزانند اما ساخت، بهره‌برداری و نگهداری ارزان‌تری دارند. برای به حداقل رساندن کل هزینه عملیاتی، توان تولیدی برق ژنراتورهای بار پایه در بیشتر مواقع به شبکه گسیل می‌شود، در حالی که تولید ژنراتورهای توان ساعات پیک، فقط در مواقع ضروری که تقاضای انرژی به اوج می‌رسد، گسیل می‌گردد. به این مفهوم «گسیل اقتصادی» می‌گویند.
در شبکه‌های برق مختلف جهان، میزان تقاضا برای برق در طول شبانه روز و از فصلی به فصل دیگر متفاوت است. در بیشتر موارد، تغییر در تقاضای برق با تغییر مقدار انرژی الکتریکی تأمین شده از منابع اولیه تولید برق برآورده می‌شود. با این حال، اپراتورها به‌طور فزاینده‌ای انرژی کم‌هزینه تولید شده در شب را ذخیره می‌کنند، سپس آن را در دوره‌های اوج روز که ارزش بیشتری دارد، به شبکه گسیل می‌کنند. در مناطقی که سدهای برق آبی وجود دارد، رهاسازی می‌تواند تا زمان افزایش تقاضا به تعویق بیفتد. این شکل از ذخیره‌سازی رایج است و بر اساس آن می‌توان از مخازن موجود استفاده کرد. این شکل از ذخیره‌سازی، به معنای ذخیره انرژی «اضافی» تولید شده در جاهای دیگر نیست، اما تأثیر خالص، البته بدون تلفات بازده یکسان است. منابع تجدیدپذیر با تولید متغیر (مانند انرژی باد و خورشیدی)، عامل افزایش تغییرات خالص بار هستند و به این ترتیب فرصت ذخیره انرژی شبکه را افزایش می‌دهند.
ممکن است یافتن یک بازار جایگزین برای برق تولیدی که در شبکه زمینه مصرف ندارد، به جای تلاش برای ذخیره آن مقرون به صرفه تر باشد. توان تولیدی جریان مستقیم ولتاژ بالا امکان انتقال کم تلفات الکتریسیته را تنها با ۳ درصد در هر ۱۰۰۰ کیلومتر فراهم می‌کند.
پایگاه بین‌المللی ذخیره‌سازی انرژی وزارت انرژی ایالات متحده، فهرستی رایگان از پروژه‌های ذخیره‌سازی انرژی در شبکه ارائه می‌کند که بسیاری از آنها منابع مالی و مقادیر آن‌ها را نشان می‌دهند.

### تسطیح بار
تقاضا برای برق از سوی مصرف‌کنندگان و صنعت به‌طور گسترده در دسته‌های زیر در حال تغییر است:
- فصلی (در طول زمستان به روشنایی و گرمایش الکتریکی بیشتری نیاز است در حالی که در فصول گرم نیاز به تهویه مطبوع افزایش می‌یابد)
- هفتگی (اکثر صنایع در آخر هفته‌ها تعطیل هستند و تقاضا را کاهش می‌دهند)
- روزانه (مانند ساعات اوج مصرف صبح هنگام برای باز کردن دفاتر و روشن شدن سیستم‌های تهویه و روشنایی)
- ساعتی (یک روش برای تخمین بینندگان تلویزیون در بریتانیا، اندازه‌گیری نوسانات برق در طول وقفه‌های تبلیغاتی یا بعد از اتمام برنامه‌ها است؛ وقتی بینندگان برای روشن کردن کتری می‌روند)[۱۱۷]
- گذرا (نوسانات ناشی از رفتارهای فردی، تفاوت در راندمان انتقال نیرو و سایر عوامل کوچک که باید در نظر گرفته شوند)

در حال حاضر سه روش اصلی برای پاسخ به تغییر تقاضا وجود دارد:
- دستگاه‌های الکتریکی معمولاً دارای محدوده ولتاژ کاری هستند که ۱۱۰–۱۲۰ ولت یا ۲۲۰–۲۴۰ ولت است. تغییرات جزئی در بار مصرفی، به‌طور خودکار با تغییرات جزئی در ولتاژ سراسر سیستم صاف می‌شود.
- نیروگاه‌ها را می‌توان زیر حد خروجی نامی خود راه‌اندازی کرد و این امکان را داشت که مقدار تولید را به صورت تقریباً آنی افزایش داد. این امکان «ذخایر چرخشی» نامیده می‌شود.
- تولید اضافی را می‌توان در مدار آورد. به‌طور معمول، اینها توربین‌های برق آبی یا گازی هستند که می‌توانند در عرض چند دقیقه راه اندازی شوند.

مشکل توربین‌های گازی آماده به کار، هزینه‌های بالاتر آن‌ها است. تجهیزات تولید گران‌قیمت در بیشتر مواقع استفاده نمی‌شوند. ذخایر چرخشی نیز همراه با هزینه هستند چون نیروگاه‌هایی که کمتر از حداکثر خروجی خود کار می‌کنند، معمولاً کارایی کمتری دارند. ذخیره انرژی شبکه برای تغییر تولید از زمان اوج بار به ساعات خارج از پیک استفاده می‌شود. به این ترتیب نیروگاه‌ها می‌توانند در شب‌ها و آخر هفته‌ها با حداکثر راندمان خود کار کنند.
استراتژی‌های تسطیح بار عرضه-تقاضا ممکن است برای کاهش هزینه تأمین انرژی پیک یا جبران تولید متغیر انرژی بادی و خورشیدی در نظر گرفته شود.

### قابلیت حمل
این حوزه بیشترین موفقیت برای فناوری‌های ذخیره انرژی فعلی است. باتری‌های یکبار مصرف و قابل شارژ در همه جا وجود دارند و برای دستگاه‌هایی با تقاضاهای متفاوتی مانند ساعت‌های دیجیتال و ماشین‌ها، انرژی مورد نیاز را تأمین می‌کنند. پیشرفت‌ها در فناوری باتری معمولاً کند بوده است، با این حال، بسیاری از پیشرفت‌ها در عمر باتری بوده است که مصرف‌کنندگان آن را به مدیریت کارآمد انرژی و نه افزایش ظرفیت ذخیره‌سازی نسبت می‌دهند. لوازم الکترونیکی مصرفی قابل حمل از کاهش اندازه و قدرت مرتبط با قانون مور بهره زیادی برده‌اند. متأسفانه، قانون مور در مورد حمل و نقل افراد و بار اعمال نمی‌شود و انرژی مورد نیاز برای حمل و نقل بسیار بیشتر از کاربردهای اطلاعاتی و سرگرمی است. ظرفیت باتری با افزایش فشار برای جایگزینی با موتورهای احتراق داخلی در خودروها، کامیون‌ها، اتوبوس‌ها، قطارها، کشتی‌ها و هواپیماها به یک مسئله تبدیل شده است. این کاربردها به چگالی انرژی بسیار بیشتری (مقدار انرژی ذخیره شده در یک حجم یا وزن معین) نسبت به فناوری فعلی باتری نیاز دارند. سوخت هیدروکربنی مایع (مانند بنزین و گازوئیل) و همچنین الکل‌ها (متانول، اتانول و بوتانول) و لیپیدها (سوخت روغن گیاهی و بیودیزل) چگالی انرژی بسیار بالاتری دارند.

## برای مطالعهٔ بیشتر
- Baxter, Richard (2006). Energy Storage: A Nontechnical Guide. PennWell Books. ISBN 978-1-59370-027-0.
- Saving For a Windless day by Sean Davies in The E&T Magazine Vol 5 Issue 9 from the www.IET.org